# Sandrohy
Sandrohy est une commune rurale malgache située dans le district de Mananjary, région Vatovavy.